# Resolutie 1348 Veiligheidsraad Verenigde Naties
Resolutie 1348 van de Veiligheidsraad van de Verenigde Naties werd unaniem door de VN-Veiligheidsraad aangenomen op 19 april 2001. De resolutie verlengde het onderzoek naar schendingen van de sancties tegen de Angolese rebellenbeweging UNITA met een half jaar.

## Achtergrond
Nadat Angola in 1975 onafhankelijk was geworden van Portugal, keerden de verschillende onafhankelijkheidsbewegingen zich tegen elkaar om te wedijveren over de macht. Onder meer Zuid-Afrika en Cuba bemoeiden zich met de burgeroorlog totdat onderhandelingen tot een akkoord leidden en ze zich in 1988 terugtrokken. Een akkoord in 1991 voorzag in verkiezingen. Toen de UNITA-rebellenbeweging die verloor, greep ze opnieuw naar de wapens. Een nieuw akkoord in 1994 leidde niet tot vrede. UNITA werd internationaal geconfronteerd met een embargo en steeds verder in het nauw gedreven door het regeringsleger. In 2002 werd ze door dat leger onthoofd, waarna ze zichzelf tot een politieke partij omvormde en demobiliseerde.

## Inhoud

### Waarnemingen
De Veiligheidsraad herhaalde zijn bezorgdheid over de effecten van de situatie op de bevolking van Angola. Voor zolang nodig zou worden toegezien op de uitvoering van de provisies in de resoluties 864 (1993), 1127 (1997) en 1173 (1998).

### Handelingen
Zoals gevraagd met resolutie 1336 hadden de experts die schendingen van de sancties tegen UNITA onderzochten een addendum toegevoegd aan hun eindrapport. Het mandaat van die experts werd verder met zes maanden verlengd, tot 19 oktober. Hun werd gevraagd regelmatig te rapporteren aan het met resolutie 864 opgerichte comité en tegen 19 oktober een aanvullend rapport in te dienen.

## Verwante resoluties
- Resolutie 1295 Veiligheidsraad Verenigde Naties (2000)
- Resolutie 1336 Veiligheidsraad Verenigde Naties
- Resolutie 1374 Veiligheidsraad Verenigde Naties
- Resolutie 1404 Veiligheidsraad Verenigde Naties (2002)

Lijst ·  1335 ·  1336 ·  1337 ·  1338 ·  1339 ·  1340 ·  1341 ·  1342 ·  1343 ·  1344 ·  1345 ·  1346 ·  1347 ·  1348 ·  1349 ·  1350 ·  1351 ·  1352 ·  1353 ·  1354 ·  1355 ·  1356 ·  1357 ·  1358 ·  1359 ·  1360 ·  1361 ·  1362 ·  1363 ·  1364 ·  1365 ·  1366 ·  1367 ·  1368 ·  1369 ·  1370 ·  1371 ·  1372 ·  1373 ·  1374 ·  1375 ·  1376 ·  1377 ·  1378 ·  1379 ·  1380 ·  1381 ·  1382 ·  1383 ·  1384 ·  1385 ·  1386